# Estação Russkaya
A Estação Russkaya foi uma estação de pesquisa antártica soviética, localizada em 74° 46′ S, 136° 52′ O (Costa Ruppert, Terra de Marie Byrd na Antártica Ocidental). A estação foi proposta em 1973 e aprovada em 1978. A construção começou no ano seguinte e foi aberta em 9 de março de 1980.

## Temperaturas
Para o litoral da Antártica, os ventos são considerados muito fortes. O número médio de dias por ano em que o vento dispara acima de 15 m/s na área em torno da estação é de 264 dias e de 136 dias naqueles em que o vento dispara acima de 30 m/s. A temperatura média nos meses mais frios, de julho a agosto, é de -20°C (-4°F); nos meses mais quentes, dezembro a janeiro é de -2°C (28.4 °F). A mais baixa temperatura já registrada na estação foi de -46.4 °C (-51.5 °F) em 1985 e a mais quente foi de +7.4 °C (45.3 °F) em 1983.  A média da temperatura geral no curso de um ano é de -12 °C (10.4 °F) e a quantidade média de precipitação de neve é de cerca de 2000 mm.

## Situação
A estação estava "desmobilizada" no começo de 1990.  Entretanto, em fevereiro de 2006, Valeriy Lukin, o chefe da Expedição Antártica Russa (EAR), disse:
Existem planos de abrir as estações de reserva: Molodyozhnaya, Leningradskaya e Russkaya, na temporada de 2007-2008. 

## Ligações Externas
- Sítio Oficial do Instituto de Pesquisa Antártica e Ártica
- Página da Estação Russkaa AARI
- Instalações Antárticas da COMNAP
- Mapa de Instalações Antárticas da COMNAP